# 有机镎化合物
有机镎化合物是一类有机金属化合物，包含碳-镎键，而有机镎化学则是研究有机镎化合物的学科。  即使元素镎本身是人造的且有高度放射性，也存在几种有机镎化合物：氯化三茂镎、四茂镎和双(环辛四烯)合镎（Np(C8H8)2）。

## 制备
有机镎化合物一般可由卤化镎和其他有机金属的复分解反应制得，如镎的环戊二烯（Cp）和环辛四烯（COT）配合物：
NpCl4 + KCp → NpCp4 + 4 KCl
8 NpCl3 + 9 BeCp2 → 6 NpCp3Cl + 2 Np + 9 BeCl2
NpCl4 + 2 K2COT → Np(COT)2 + 4 KCl